# Murici FC
Murici FC is een Braziliaanse voetbalclub uit Murici, in de staat Alagoas.

## Geschiedenis
De club werd opgericht in 1974. Sinds 1999 speelt de club al onafgebroken in de hoogste klasse van het staatskampioenschap. In het tweede seizoen eindigde de club al op een vierde plaats. In 2010 werd de club winnaar van de eerste fase, waardoor ze zich voor de finale om de titel plaatsten tegen ASA. Murici won beide wedstrijden en kroonde zich zo voor het eerst tot staatskampioen. Het leverde een plaats op in de Copa do Brasil 2011, waar ze echter meteen uitgeschakeld werden door het grote Flamengo. In 2014 won de club de eerste fase van de staatscompetitie, uiteindelijk werden ze derde, maar ze mochten hierdoor wel opdraven in de Copa do Brasil 2015. De heenwedstrijd werd met 3-2 gewonnen van Cuiabá, maar in de terugwedstrijd verloren ze met 2-0 en waren ze uitgeschakeld. Na een derde plaats in 2016 mochten ze deelnemen aan de Série D. De club eindigde net derde met één puntje achterstand op Fluminense de Feira en was uitgeschakeld. De club mocht ook aantreden in de Copa do Brasil 2017 en schakelde daar verrassend Juventude en América Mineiro uit, beiden clubs uit de Série B. In de derde ronde was het grote Cruzeiro echter te sterk voor de club. Zowel in 2017 als 2018 nam de club deel aan de Série D, maar werd telkens laatste in de groep.

## Erelijst
Campeonato Alagoano
2010